# Autoroute A22 (Portugal)
Pour les articles homonymes, voir A22.
L'autoroute portugaise A22 relie Bensafrim à Vila Real de Santo António à la frontière hipano-portugaise où elle se connecte à l'autoroute espagnole A-49. Elle traverse d'ouest en est toute la région de l'Algarve permettant de relier entre elles les villes touristiques de Lagos, Portimão, Albufeira, Loulé, Faro, Olhão, Tavira et de Vila Real de Santo António. Sa longueur est de 133 kilomètres.
L'A22 n'est plus gratuite depuis le 8 décembre 2011 (à la suite de la politique du gouvernement de supprimer les SCUT). Le péage est assuré par des portiques automatiques en flux libre (free-flow) et coute 11€60 pour parcourir l'ensemble de l'autoroute. Une partie du trafic s'est alors reporté sur la route nationale N125 dont elle est parallèle.
L'A22 est redevenu gratuite depuis le 1er janvier 2025

## Historique des tronçons
| Tronçon                  | État                                             | km   |
| ------------------------ | ------------------------------------------------ | ---- |
| Bensafrim - Alcantarilha | En service (2003) (Concession : SCUT do Algarve) | 38,3 |
| Alcantarilha - Albufeira | En service (2000) (Concession : SCUT do Algarve) | 9,3  |
| Albufeira - Castro Marim | En service (1992) (Concession : SCUT do Algarve) | 82,6 |
| Castro Marim - Espagne   | En service (1991)                                | 2,7  |

Note : le prolongement nord-ouest depuis Bensafrim en direction de Sines, initialement envisagé, ne figure plus dans les plans actuels.

## Trafic
| Section                                       | Trafic (en véhicules par jour) en 2010 |
| --------------------------------------------- | -------------------------------------- |
| Lagos - Odiáxere                              | 8438                                   |
| Odiáxere - Mexilhoeira Grande                 | 10770                                  |
| Mexilhoeira Grande - Alvor                    | 11951                                  |
| Alvor - Portimão                              | 12203                                  |
| Portimão - Silves / Lagoa                     | 19116                                  |
| Silves / Lagoa - Alcantarilha                 | 24994                                  |
| Alcantarilha - Algoz                          | 25068                                  |
| Algoz - Albufeira                             | 25564                                  |
| Albufeira -                                   | 29422                                  |
| - Vilamoura                                   | 29852                                  |
| Vilamoura - Loulé                             | 31591                                  |
| Loulé - Faro (Aéroport)                       | 31840                                  |
| Faro (Aéroport) - Faro / São Brás de Alportel | 17953                                  |
| Faro / São Brás de Alportel - Olhão           | 17368                                  |
| Olhão - Tavira                                | 16726                                  |
| Tavira - Monte Gordo                          | 11340                                  |
| Monte Gordo - Castro Marim                    | 10739                                  |

## Capacité
| Section         | Capacité | Longueur |
| --------------- | -------- | -------- |
| Lagos - Espagne |          | 133 km   |

## Itinéraire

Carte de l'A22

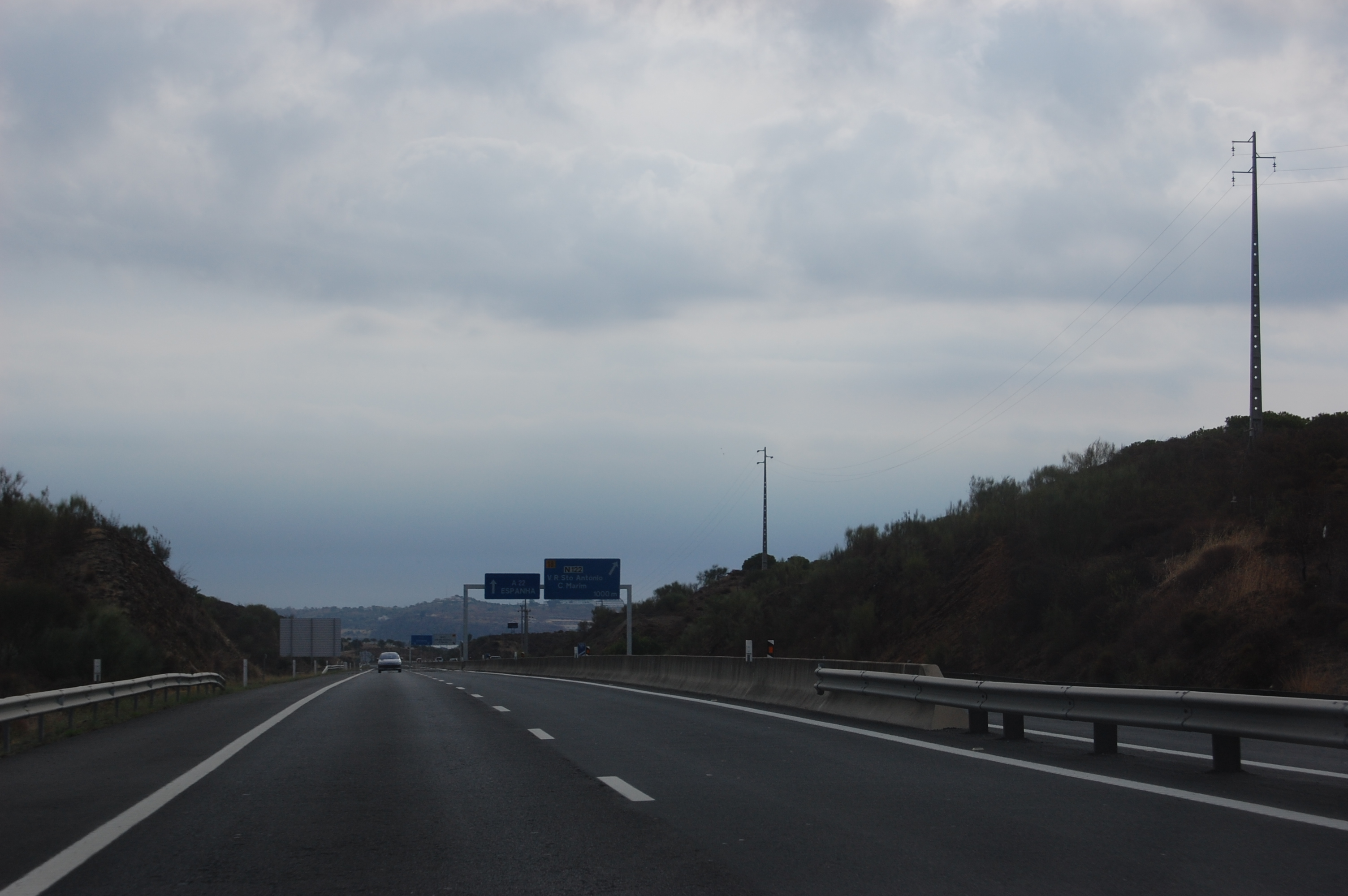
L'A22 à proximité de Castro Marim

| Sorties                           | Villes                                                             |
| --------------------------------- | ------------------------------------------------------------------ |
| Sortie                            | Bensafrim N 120                                                    |
| 01                                | Lagos-Ouest Vila do Bispo                                          |
| Aire de service de Lagos (km 3)   |                                                                    |
| 02                                | Lagos-Est Odiáxere                                                 |
| Portique de péage de - € 1,00     |                                                                    |
| 03                                | Odiáxere Mexilhoeira Grande                                        |
| Portique de péage de - € 0,55     |                                                                    |
| 04                                | Alvor Portimão-Ouest                                               |
| 05                                | Portimão                                                           |
| Portique de péage de - € 1,00     |                                                                    |
| 06                                | Silves Lagoa                                                       |
| Aire de service de Silves (km 31) |                                                                    |
| Portique de péage de - € 1,10     |                                                                    |
| 07                                | Alcantarilha - Armação de Pêra                                     |
| 08                                | Algoz Guia                                                         |
| Portique de péage de - € 0,95     |                                                                    |
| 09                                | Albufeira                                                          |
| 10                                | Lisbonne                                                           |
| Portique de péage de - € 1,50     |                                                                    |
| 11                                | Vilamoura                                                          |
| Aire de service de Loulé (km 62)  |                                                                    |
| 12                                | Loulé Quarteira                                                    |
| Portique de péage de - € 0,50     |                                                                    |
| 13                                | Faro (Aéroport) IC 4 Loulé                                         |
| 14                                | São Brás de Alportel Faro                                          |
| Portique de péage de - € 1,70     |                                                                    |
| 15                                | Moncarapacho Olhão                                                 |
| Aire de service de Olhão (km 96)  |                                                                    |
| Portique de péage de - € 1,00     |                                                                    |
| 16                                | Tavira                                                             |
| Portique de péage de - € 2,30     |                                                                    |
| 17                                | Monte Gordo Altura                                                 |
| 18                                | Castro Marim - Vila Real de Santo António Odeleite IC 27           |
|                                   | Frontière Espagne - Portugal Pont international du Guadiana        |
|                                   | Autoroute du Cinquième Centenaire A-49 E-1 (Connexion frontalière) |